# Giuseppe De Luigi
Giuseppe De Luigi (Bigarello, 4 ottobre 1908 – Genova, 8 febbraio 1982) è stato un pittore italiano.

## Biografia
Nacque a Stradella di Bigarello il 4 ottobre 1908. A sedici anni gli fu rilasciato il permesso dalle autorità competenti per poter studiare Mantegna e Giulio Romano al Palazzo Ducale di Mantova. Dal 1926 al 1930 ottenne le borse di studio Giuseppe Franchetti e del Comune di Bigarello per corsi di perfezionamento di pittura a Firenze, dove divenne allievo dei pittori Focaroli e Giovanni Costetti. Al caffè delle "Giubbe Rosse" conobbe gli intellettuali e artisti fiorentini frequentatori di quegli anni, tra i quali Ardengo Soffici, Giovanni Papini e Piero Bargellini.
Durante i suoi rientri a Mantova De Luigi fece partecipe delle esperienze fiorentine gli artisti mantovani suoi coetanei. Per citarne alcuni: Perina, Facciotto, Donati, Di Capi, Seguri, Bodini e Lucchini. Nel 1931 partecipò alla mostra collettiva Prima Mostra Provinciale d'Arte a Mantova con una scultura e due b.n.
Nel 1943, a causa della guerra, fu costretto a riparare con la famiglia a Castel Goffredo dove iniziò una piccola attività artigianale per la produzione di pantofole, continuando però a dipingere nel tempo libero. Nel 1952 si trasferì Milano dove frequentò le gallerie d'arte, incontrando artisti, critici e galleristi. Partecipò a mostre collettive e ordinò diverse mostre personali.
Morì a Genova nel 1982.

## Opere

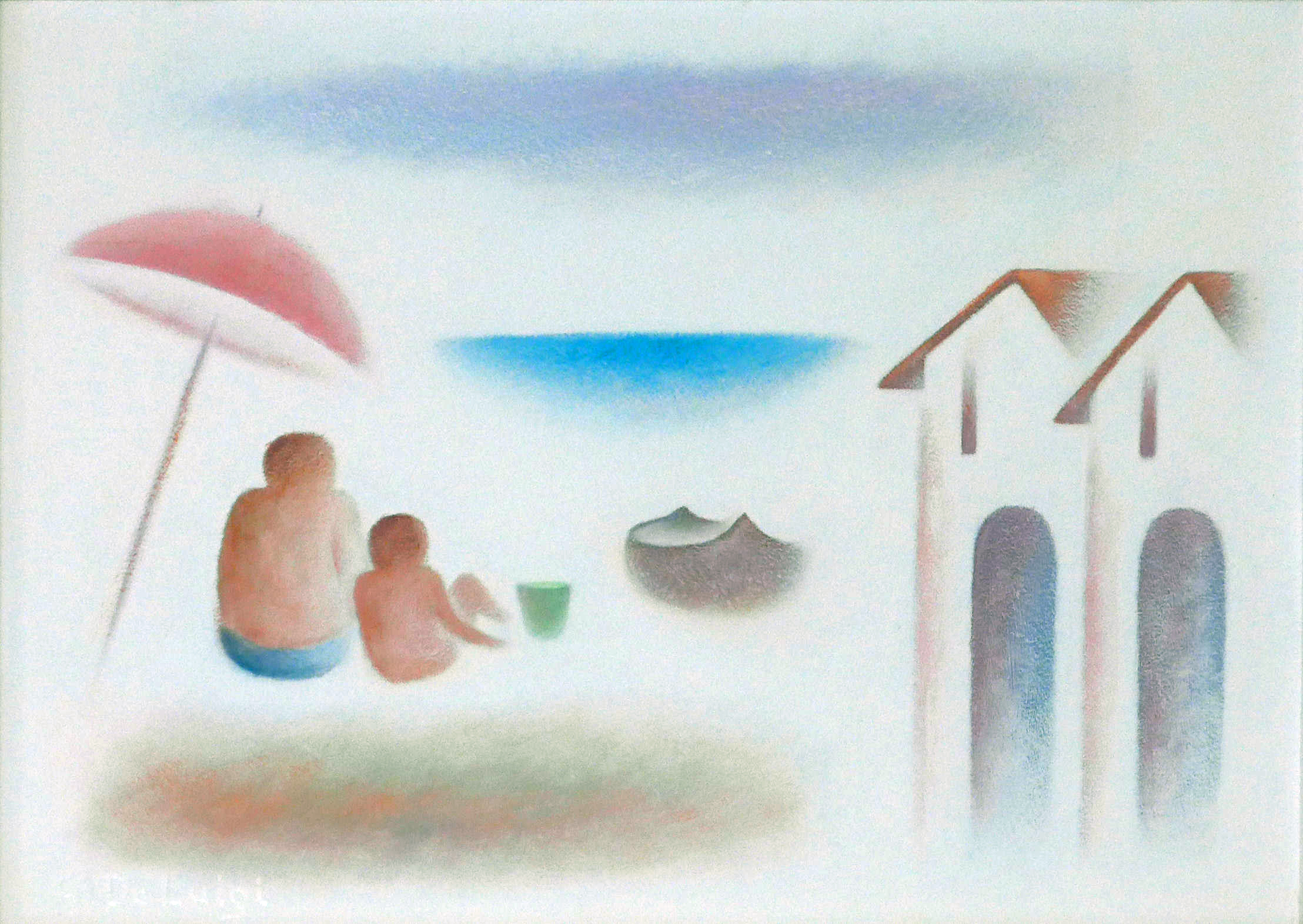
Marina, olio su tela, anni 1970, MAST Castel Goffredo.

- Casa nel verde, olio su cartone telato, 1955/1960, Museo civico di Palazzo Te[2]
- Paesaggio con casolare, olio su cartone telato, 1955/1960, Museo civico di Palazzo Te[3]
- Marina, olio su tela, anni 1970, MAST Castel Goffredo
- Paesaggio lagunare, olio su tela, post 1973, Museo d'arte moderna e contemporanea dell'Alto Mantovano[4]

## Mostre
- Personale, Milano, 1960;
- Personale, Mantova, 1964;
- Pitture Neometafisiche di Giuseppe De Luigi, Milano, 1965;
- Dal Mincio al Naviglio e ritorno. Artisti nell'Alto Mantovano dal 1900 al 1950, Museo d'arte moderna e contemporanea dell'Alto Mantovano, Gazoldo degli Ippoliti, 1982;
- De Luigi, Mantova, 1983;
- Dal Mincio al Naviglio e ritorno. Artisti nell'Alto Mantovano dal 1900 al 1950, Milano, 1984;
- Disegno mantovano del '900, Mantova, 1987;
- Giuseppe De Luigi antologica, Museo d'arte moderna e contemporanea dell'Alto Mantovano, Gazoldo degli Ippoliti, 2007;
- Giuseppe De Luigi, Milano, 2011;
- Giuseppe De Luigi. Primordi di luce, Milano, 2012;
- Giuseppe De Luigi, Bigarello, 2013;
- Cento anni di arte mantovana dal secolo breve ai giorni nostri, Castel d'Ario, 2015;
- Giuseppe De Luigi, il pittore dell'infinito, Mantova, 2016.